# Caught in the Crossfire
Caught in the Crossfire é um filme americano de 2010, um drama dirigido por Brian A. Miller e estrelado por Jason Ambrose, Tim Fields e 50 Cent. O filme foi lançado diretamente em DVD em 20 de julho de 2010.